# Same Place the Fly Got Smashed
| Recensione     | Giudizio |
| -------------- | -------- |
| Piero Scaruffi | [ 1 ]    |
| All Music      |          |

Same Place the Fly Got Smashed è il quarto album in studio del gruppo musicale statunitense Guided by Voices, pubblicato nel 1990. Una nuova edizione dell'album venne inclusa nel cofanetto Box nel 1995 che raccoglieva i primi cinque album del gruppo e un sesto di inediti, King Shit and the Golden Boys.

## Tracce
Lato A
1. Airshow '88 – 2:12
2. Order for the New Slave Trade – 3:09
3. The Hard Way – 2:53
4. Drinker's Peace – 1:52
5. Mammoth Cave – 2:17
6. When She Turns 50 – 2:07
7. Club Molluska – 1:35

Lato B
1. Pendulum – 1:49
2. Ambergris – 0:52
3. Local Mix-Up – 4:40
4. Murder Charge – 2:12
5. Starboy – 1:10
6. Blatant Doom Trip – 3:59
7. How Loft I Am? – 1:05

## Formazione
- Liquid Insect Hammer: cori (brani B1 e B6)
- Greg Demos: basso e chitarra (brano B3)
- Don Thrasher: batteria
- Jim Pollard: chitarra
- Robert Pollard: chitarra e voce
- Tobin Sprout: chitarra (brano B6)